# Cấu trúc theo chức năng
Cấu trúc theo chức năng là một cách cấu trúc điển hình trong khi tổ chức đơn vị làm việc. Cách cấu trúc này phổ biến trên thế giới cũng như Việt Nam. Có thể nói cách cấu trúc này khá dễ hiểu để vận dụng trong thực tế.

## Cách cấu trúc
Trước hết toàn bộ tổ chức nói chung hoặc công ty nói riêng được phân tích theo chức năng (đang kinh doanh cái gì, như thế nào, chu trình ra sao...) để nhận diện cơ sở cấu trúc.
Bước tiếp theo là loại bỏ các tiểu tiết, các bộ phận nhỏ khỏi mô hình để mô hình chính có thể hình thành rõ nét và tốt nhất.
Sau đó, tất cả các bộ phận còn lại sẽ được hợp lại thành từng khối để hình thành phòng ban của công ty.

## Điểm mạnh của cấu trúc
- Hỗ trợ nhân viên nhận diện khá chính xác về công việc và có định hướng sự nghiệp rõ ràng trong bộ phận chức năng của mình.
- Cho phép chuyên môn hóa sâu:
- Dễ quản lý
- Tạo ra lợi thế về nguồn lực và quy mô khi vận hành.

## Điểm yếu của mô hình
- Nhấn mạnh mục tiêu của đơn vị hơn là mục tiêu của cả tổ chức. Có thể xảy ra tình trạng xây Tháp Babel.
- Khó kiểm soát hơn
- Khó điều phối hơn